# Лорен Фенікс
Лінда Ваніна Перессіні, відома як Лорен Фенікс (13 травня 1979,Торонто) — колишня канадська порноакторка.

## Життєпис
Народилась та виросла в Торонто. Вивчала музику в Університеті Західного Онтаріо. У 20 років почала танцювати численних клубах Онтаріо, Лондона та Лас-Вегаса. Втім платня була недостатньою, і вона переїжджає до Каліфорнії. Там у 2003 році знялася в першому порнофільмі. Всього знялася в понад 500 порнофільмах.
Знімалась практично в усіх жанрах (лесбійський, анальний, груповий секс).

## Нагороди та призи
- 2004 Adam Film World Guide Award — Best New Starlet[1]
- 2004 AVN Award — Best New Starlet[2]
- 2004 AVN Award — Best Anal Sex Scene — Video — Grand Theft Anal 2[2]
- 2004 XRCO Award — New Starlet[3]
- 2004 XRCO Award — Orgasmic Analist[3]
- 2005 AVN Award — Female Performer of the Year[4]
- 2005 Nominacja — AVN Award — Best Tease Performance — I'm Your Slut 2[5]
- 2005 Nominacja — AVN Award — Best Anal Sex Scene
- 2005 Nominacja — AVN Award — Best Couples Sex Scene — Video — I'm Your Slut 2[5]
- 2005 Nominacja — AVN Award — Best Couples Sex Scene — Video — Sodomania 41[5]
- 2005 Nominacja — AVN Award — Best Group Sex Scene — Video — Double Teamed 2[5]
- 2005 Nominacja — AVN Award — Best Threeway Sex Scene — Video — Big Wet Asses 4[5]
- 2005 Nominacja — AVN Award — Best Threeway Sex Scene — Video — Buttwoman Iz Lauren Phoenix[5]
- 2005 XRCO Award — Female Performer of the Year[6]
- 2005 Nominacja — AVN Award — 3-Way — Big Wet Asses 4[7]
- 2005 XRCO Award — Orgasmic Analist[6]
- 2006 Nominacja — AVN Award — Female Performer of the Year[8]
- 2006 Nominacja — AVN Award — Best Supporting Actress — Video — The Edge Runner[8]
- 2006 Nominacja — AVN Award — Best Tease Performance — Lauren Phoenix's Fuck Me[8]
- 2006 Nominacja — AVN Award — Best All-Girl Sex Scene — Video- Epiphany[8]
- 2006 Nominacja — AVN Award — Best Anal Sex Scene — Video — Flesh Fest 3[8]
- 2006 Nominacja — AVN Award — Best Group Sex Scene — Video- Clusterfuck 3[8]
- 2006 Nominacja — AVN Award — Best Group Sex Scene — Video — Semen Sippers 3[8]
- 2006 Nominacja — AVN Award — Best Solo Sex Scene — Anal Showdown[8]